# Dedalo Pignatone
Dedalo Cosimo Gaetano Pignatone (San Cataldo, 11 ottobre 1980) è un politico italiano, deputato alla Camera nella XVIII legislatura della Repubblica Italiana per il Movimento 5 Stelle.

## Biografia
Nato a San Cataldo, dopo aver conseguito la maturità scientifica nel 2006 si è laureato in giurisprudenza presso l'Università degli Studi di Catania. Successivamente ha conseguito un master in Commercio internazionale e ha maturato esperienze professionali in ambito economico-giuridico in Italia e all'estero. 
Dal 2010 esercita la professione di avvocato presso il foro di Caltanissetta. 

## Attività politica
Nel 2014 s'iscrive al Movimento 5 Stelle, militando presso il gruppo locale di San Cataldo, venendo indicato come assessore in caso di vittoria della lista alle elezioni comunali in Sicilia di quell'anno, circostanza che non si verifica.
Alle elezioni politiche del 2018 viene eletto alla Camera dei Deputati nel collegio uninominale Sicilia 1 - 04 (Gela) per il Movimento 5 Stelle, ottenendo il 47,26% e superando Giuseppe Federico del centrodestra (35,51%) e Grazia Santina Augello del centrosinistra (11,65%). Durante la XVIII Legislatura ha fatto parte della 13ª Commissione Agricoltura.
Alle elezioni politiche anticipate del 2022 viene ricandidato alla Camera, tra le liste del Movimento 5 Stelle nel ridisegnato collegio uninominale Sicilia 1 - 04 (Gela), ottenendo il 28,55% dei voti e venendo superato da Michela Vittoria Brambilla del centro-destra (35,09%), e in quarta posizione nel collegio plurinominale Sicilia 1 - 02, senza risultare rieletto.